# Aloe alooides
Aloe alooides là một loài thực vật có hoa trong họ Măng tây. Loài này được (Bolus) Druten mô tả khoa học đầu tiên năm 1956.

## Hình ảnh

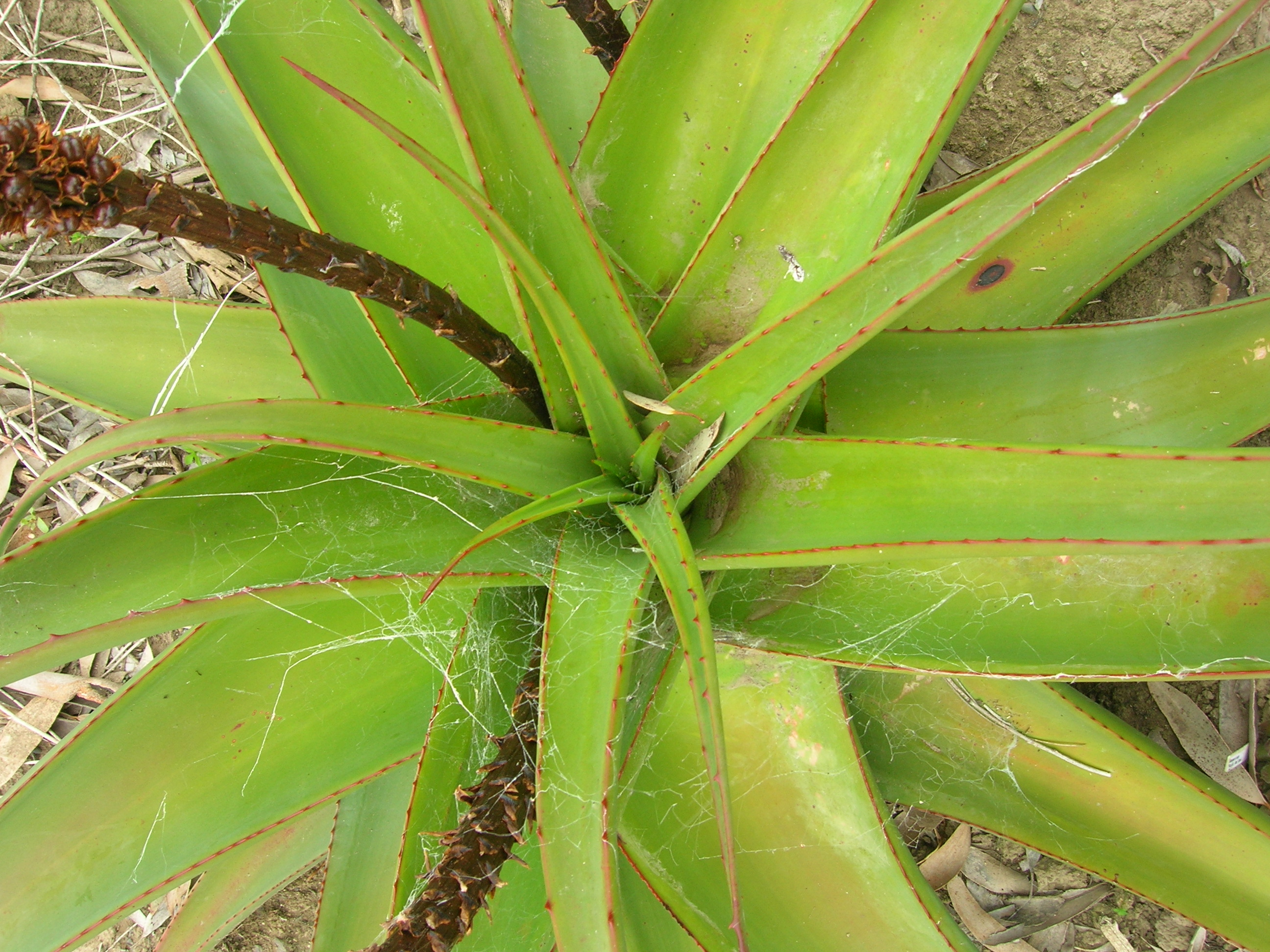